# Buchnerodendron
Buchnerodendron é um género botânico pertencente à família Achariaceae.

## Espécies
- Buchnerodendron bussei
- Buchnerodendron lasiocalyx
- Buchnerodendron laurentii
- Buchnerodendron nanum
- Buchnerodendron speciosum
- Buchnerodendron stipulatum